# IEEE Nanotechnology Magazine
IEEE Nanotechnology Magazine is een internationaal, aan collegiale toetsing onderworpen wetenschappelijk tijdschrift op het gebied van de nanotechnologie.
Het wordt uitgegeven door het Institute of Electrical and Electronics Engineers.